# Anthoceros punctatus
Anthoceros punctatus és una espècie d'antocerotes de la família Anthocerotaceae. Les cèl·lules de la superfície del tal·lus del gametòfit presenten un únic cloroplast. El tal·lus és circular, d'uns 2-3 centímetres, generalment amb crestes i lamel·les a la superfície dorsal, és de color verd obscur opac i presenta cambres internes farcides de mucílag produït per colònies del cianobacteri Nòstoc. Són plantes monoiques, és a dir el mateix individu presenta els dos òrgans sexuals. Els òrgans masculins es troben en petites cavitats del tal·lus sovint entre els òrgans femenins. Les espores d'aquesta espècie, com la de la resta del gènere són negres quan són madures.
Anthoceros punctatus és una espècie extremadament semblant a Anthoceros agrestis, i només es distingeix mesurant la dimensió dels òrgans sexuals masculins. Es diferencia de les espècies del gènere Phaeoceros perquè aquests últims tenen un tal·lus enter amb marge lobulat sense crestes i ondulacions a la superfície.
Creix damunt sòls pertorbats, guarets, camps de conreu i llocs antropitzats amb una certa humitat. Es troba a ambdós hemisferis i és autòctona de la península Ibèrica. Als Països Catalans ha estat trobada al Montseny i l'Empordà.